# أدريان مورو
أدريان مورو (بالفرنسية: Adrien Moreau) هو رسام فرنسي، ولد في 18 مارس 1843 في تروا في فرنسا، وتوفي في 22 فبراير 1906 في باريس في فرنسا.